# 澳大利亚护士助产士联合会

澳大利亚护士助产士联合会 是澳大利亚最大的工会。根据2023年的最新数据，该工会一共拥有超过321,000名注册会员。该工会由护士和助产士组成和管理，其组织宗旨在于为其成员捍卫和争取工作上、政治上和专业上的利益。
作为一个联邦工会，澳大利亚护士助产士联合会在澳大利亚的每个州和领地都设有分支机构。

## 历史
澳大利亚护士助产士联合会成立于1924年，当时的名称还只是“澳大利亚护士联合会”(Australian Nursing Federation)。联合会成立时的第一位书记是社会活动家伊芙琳·佩吉特·埃文斯 (Evelyn Paget Evans) ，她当时还兼任澳大利亚理疗师协会总书记等职务。作为联合会书记，埃文斯还负责协调管理联合会期刊的编辑和出版 。

## 会员构成
澳大利亚护士助产士联合会的所有执行干部都是持有执业资格的护士或助产士。
联合会的三十多万名会员来自各种各样的各级卫生机构，从城市到农村和偏远地区，从公立医院、卫生院和社区服务中心到私营医疗机构、养老院、诊所，从学校的保健室到澳大利亚国防军的军医院，也包括地方政府、海外和工业界的从业人士和大学的学者和研究人员。

## 工作内容
澳大利亚护士助产士联合会的宗旨在于为澳大利亚各地的会员争取利益。为此，联合会一直在组织各种各样的活动，例如其正在促进的老年护理人员的比例立法的活动。  
自成立以来，澳大利亚护士助产士联合会参与了一系列关于护理、健康和社会正义问题的国家政策的制订与修改，发表了很多相关领域的指南和立场声明。一直以来，联合会也会为会员提供相关的专业培训和工作指导。

## 组织架构
澳大利亚护士助产士联合会是登记在册的联邦工会。 联合会在各州和领地的分支机构也都在各州和领地登记在册，作为国家劳资关系体系中的工会运作。各州的分支机构可能会因历史原因被冠以不同的名称，例如新南威尔士州的分会就直接被称作新南威尔士州护士助产士协会； 昆士兰分会也以昆士兰护士助产士联盟的名称运营运作。 

## 国际代表
澳大利亚护士助产士联合会通过与其他国家和国际上的护理组织、专业协会和国际劳工组织的联系，在国际上代表澳大利亚护理业。 澳大利亚护士助产士联合会也是英联邦护士和助产士联合会和南太平洋护士论坛的成员，并隶属于澳大利亚工会理事会和国际工会权利中心 。